# ワニのワリー
『ワニのワリー』（Wally Gator）は、ハンナ・バーベラ・プロダクションの制作による、アメリカ合衆国のテレビアニメである。

## 概要
『ワニのワリー』は1962年に制作された。動物園に住んでいながら園長（原語版ではMr. Twiddle の名がついている）の目を盗んで外の世界に出ようとする好奇心旺盛で陽気なワニのワリーが主人公のストーリー。「突貫カメ君」（Touché Turtle and Dum Dum）、「リッピーとハーディー」（Lippy the Lion & Hardy Har Har）と三本立てで放送された。
なおワリーはその後、1973年製作の『クマゴローの大冒険』（Yogi's Gang。なおこの作品には突貫カメもレギュラーで登場）、1977年製作の『まんがオールスター おもしろオリンピック』（Laff-A-Lympics）、1990年製作の『ケンケンのフェンダー・ベンダー500 新・チキチキマシン猛レース』（Fender Bender 500）などといったハンナ・バーベラ作品に出演している。

## 日本語版
- ワリー - 井関一
- 園長 - 藤岡琢也

日本では東京12チャンネル（現：テレビ東京）の「マンガのくに」などで「突貫カメ君」「リッピーとハーディー」と共に放映され、ワリーが園長を呼ぶ「親父さ〜ん！」のセリフが人気を呼んだ。